# Легион-2 (баскетбольный клуб)
«Легион-2» — бывший советский, а ныне казахстанский баскетбольный клуб из города Алма-Ата.

## История
В 1978 году в Алма-Ате на базе спортобщества «СКА» создаётся одноимённый клуб. Коллектив играл в низших лигах вплоть до 1985 года, когда команда выиграла чемпионат Первой лиги.
В сезонах 1988/89 и 1989/90 СКА занимал итоговое 4-е место чемпионата СССР. Открытый Чемпионат СНГ 1991/92 команда начала как СКА, а в 1992 году доигрывала уже как "Жулдуз", завоевав "серебро".
После распада СССР команда переехала в Самару вместе с тренерским штабом и получила название ЦСК ВВС.
В сезоне 2009/2010 клуб выиграл чемпионат второй казахстанской лиги, победив в 24 играх из 24, команда получила право играть в Высшей лиге.

## Достижения
Высшая Лига Казахстана
- Чемпион (1): 2009/2010

Чемпионат СССР
- Серебро чемпионата СНГ: 1992
- 4-е место чемпионата СССР: 1989; 1990

## Названия
- 2014—н. в. — Легион-2
- 1993—2014 — ЦСКА (СКА)
- 1992—1993 — Жулдуз
- 1978—1991 — СКА

## Известные игроки
- / Валерий Тихоненко
- / Олег Мелещенко
- // Юрий Жуканенко
- / Игорь Тихоненко

## Тренеры
- / Олег Львович Ким